# Masterpiece (песня Мадонны)
«Masterpiece» (с англ. — «Шедевр») — песня Мадонны. Первоначально была записана как саундтрек для фильма W.E. в 2012 году. Позже песня была включена в двенадцатый студийный альбом Мадонны под названием MDNA. 3 апреля 2012 года песня была исполнена на радио в Великобритании. Она была написана Мадонной, Джули Фрост и Джимми Гарри. Песня получила высокие оценки критиков, которые оценили её лирическое содержание и вокальное исполнение Мадонны. На 69 церемонии вручения премии Золотой Глобус песня выиграла в номинации «Лучшая песня».

## История
Песня была написана Мадонной, Джули Фрост и Джимми Гарри, спродюсирована Мадонной и Уильямом Орбитом. Когда Мадонна снимала свой фильм W.E., её менеджер Гай Осери убедил певицу написать песню для саундтрека. Фрост в то время жила в Лос-Анджелесе и оценивала свои приоритеты в музыкальном мире, а также хотела сотрудничать с рядом артистов, среди которых Мадонна была первой. 
Она ― икона. Но самое главное то, что у нее есть песни, которые считаются лучшими в истории музыки... так что да, я всегда мечтала работать с такими людьми, как Мадонна.
Орбит, который ранее уже работал с Фрост и Гарри, связался с ними для сотрудничества с Мадонной над песней. Он слышал первоначальную композицию песни Фрост и знал, что Мадонне она понравится. По словам Фрост, тема песни ― горько-сладкая любовь и трудности, испытываемые в отношениях. Затем они придумали текст и мелодию. Со временем Мадонна изменила структуру песни, и окончательная версия была готова к записи. Мадонна вспоминала:
Гай Озири разглагольствовал все время, пока я снимала и монтировала свой фильм, что нужно написать песню. И я сказала ему: Пожалуйста, Гай, я пытаюсь сосредоточиться на режиссерской работе, и хочу, чтобы люди обратили внимание на фильм, у меня абсолютно нет времени. Потом я закончила фильм и спокойно начала писать песню. В итоге каким-то волшебным образом появилась песня «Masterpiece», так что спасибо тебе, Гай Озири, за то, что ты так раздражаешь.

## Критика
Песня получила в целом положительные отзывы музыкальных критиков. В обзоре канала MTV говорилось, что песня не соответствует привычному стилю Мадонны ― сексуальному, энергичному и озорному, скорее она показывает мудрость Мадонны. Майкл Крэгг из газеты The Guardian похвалил песню как одно из лучших вокальных выступлений на альбоме. Нил Маккормик из The Daily Telegraph описал песню как сладкую, нежную песню о любви с испанским мотивом, легким ритмом и плавной мелодией, заполненной синтетическими струнами. Кит Колфилд из журнала Billboard посчитал, что песня очень красивая, а вокал Мадонны ― прекрасен. Кайл Андерсон из журнала Entertainment Weekly описал песню как возврат к стилю Мадонны середины 1990-х. Ник Левин из The National почувствовал, что песня идеально впишется в её сборник баллад Something to Remember.

## Чарты
| Чарт (2012)                      | Высшая позиция |
| -------------------------------- | -------------- |
| СНГ (TopHit Airplay)             | 2              |
| Чехия (Rádio — Top 100)          | 58             |
| Iceland (RÚV)                    | 28             |
| Япония (Billboard Japan Hot 100) | 77             |
| Russia (Billboard)               | 1              |
| Russia Airplay (Tophit)          | 1              |
| South Korea International (GAON) | 147            |
| Украина (TopHit)                 | 16             |
| Великобритания (OCC UK Singles)  | 68             |

| Чарт (2012)              | Позиция |
| ------------------------ | ------- |
| Russia Airplay (TopHit)  | 6       |
| Ukraine Airplay (Tophit) | 62      |
| Чарт (2013)              | Позиция |
| Russia Airplay (Tophit)  | 83      |
| Ukraine Airplay (Tophit) | 104     |